# Psychotria salzmanniana
Psychotria salzmanniana är en måreväxtart som beskrevs av Johannes Müller Argoviensis. Psychotria salzmanniana ingår i släktet Psychotria och familjen måreväxter. Inga underarter finns listade i Catalogue of Life.